# نزلة الشريف
قرية نزلة الشريف هي إحدى القرى التابعة لمركز ببا في محافظة بني سويف في جمهورية مصر العربية. حسب إحصاءات سنة 2006، بلغ إجمالي السكان في نزلة الشريف 7134 نسمة، منهم 3588 رجل و3546 امرأة.
تعد من القرى  الزراعية الصغيرة في وادي النيل على بعد 160 كيلومترا جنوب القاهرة.